# Beatmania IIDX 7th Style
beatmania IIDX 7th Style은 리듬게임 beatmania IIDX 시리즈의 7번째 작품이다. 코나미를 통해 2002년 3월 발매되었다.

## 전작과의 차이점
5키 모드가 따로 존재하던게 기존 7키의 난이도 체계와 통합하게 되었다. 이제 5키 모드를 하려고 할려면 5키 모드를 선택하는 게 아닌 난이도 설정을 Normal로 설정해 플레이 할 수 있게 된다. 익스퍼드 모드의 새로운 스핀오프 모드로 단위인정 모드가 새롭게 추가되었다. 이 모드는 일정 코스를 플레이 하게 해서 그 사람의 실력을 급(級) 및 단(段) 단위로 지정해주게 된다. 이 단위인정 모드는 후에 e-Amusement 시스템의 중요한 요소 중 하나가 된다.

## 가정용
7th의 가정용 버전은 2년 후인 2004년에 플레이스테이션 2 플랫폼으로 발매되었다. 여기에는 8th와 9th Style의 선행곡과 기존 삭제곡들이 수록되었으나 5키 모드는 아케이드 버전과 달리 별개의 버전으로 그대로 두게 되었고 엑스트라 스테이지 모드도 수록되지 않았다. 그이에 서바이버 모드의 개선된 버전으로 마스터 모드가 수록되었다.